# Emine Erdoğan

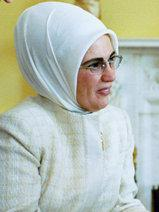
Emine Erdoğan, 2004

Emine Erdoğan (n. 21 februarie 1955, Üsküdar⁠(d), İstanbul, Turcia ca Emine Gülbaran) este soția președintelui turc Recep Tayyip Erdoğan și, începând din 2014, prima-doamnă a Turciei.

## Biografie
Emine s-a născut în 1955, în Istanbul, districtul Fatih, ca cel de-al cincilea copil al lui Cemal Gülbaran și al soției acestuia, Hayriye Gülbaran, arabi originari din Siirt. La vârsta de 15 ani a trebuit să poarte baticul pe cap, iar, potrivit mărturiei fratelui ei, acest lucru a trebuit să-l facă forțat. Școala pe care a urmat-o este menționată de multe ori ca fiind școala de artă Mithatpașa Akșam, dar nu este clar dacă a urmat vreodată această școală sau dacă a absolvit-o sau nu, conform declarațiilor unor jurnaliști.
Ea a fost membru al Asociației Femeilor Islamice İdealist Kadınlar Birliği și l-a întâlnit pe Recep Tayyip la o conferință. În 1978 a avut loc nunta cu Erdoğan.
Odată cu victoria în alegeri a lui Erdoğan, în 2002, aceasta a urcat ca soție de prim-ministru, declanșând astfel tensiune, deoarece intrarea cu hijab la acel moment în instituțiile de stat, în sensul secularismului turcesc, nu a fost permisă. Aceeași problemă a fost cu soția fostului prim-ministru , Abdullah Gül, Hayrünnisa Gül. Astfel, nu i s-au trimis invitații sau, în mod voluntar, ea a evitat ceremoniile de stat – cum ar fi, de exemplu, salutul militarilor. Aceste tabuuri au fost încălcate treptat – între timp ea poartă fățiș eșarfe pe cap și este considerată drept model modern pentru femeile conservatoare din Turcia. Pentru șefii de stat străini s-au stabilit noi reguli cu privire la etichetă, precum omiterea de pupături pe obraz. In anul 2012, Emine Erdoğan, a luat parte pentru prima dată în mod oficial, cu un văl pe cap la serbarea în parlament a Zilei Naționale a Suveranității. Mai devreme, în octombrie 2010, a participat pentru prima dată la festivitățile de Ziua Republicii.
Cuplul Erdoğan are doi fii, Ahmet Burak și Necmeddin Bilal, și două fiice, Esra și Sümeyye. Fetele au studiat în Statele Unite ale Americii. Esra este din 2004 căsătorită, cu Berat Albayrak, Ministrul pentru Energie și Resurse Naturale în Cabinetul Davutoğlu a III-a.